# Мајка Живка — испраћај регрута
„Мајка Живка — испраћај регрута” је југословенски ТВ документарни филм из 1967. године. Режирао га је Братислав Ђорђевић а сценарио је написао Миладин Тешић.

## Улоге
| Глумац             | Улога   |
| ------------------ | ------- |
| Миодраг Здравковић | Наратор |